# Yasuko Nagazumi
Yasuko Nagazumi (永積靖子 Nagazumi Yasuko?,  nacida en 1943) es una publicista, mánager y actriz, responsable de campañas publicitarias impresas para marcas como Armani, Donna Karan, Guess?, Pirelli y Vogue, trabajando con fotógrafos como Peter Lindbergh, Herb Ritts, Helmut Newton, entre otros.
Inicialmente se desempeñó como actriz, destacando sus participaciones en las series de televisión The Protectors (como Suki) y Space: 1999 (como Yasko). También apareció en la película Deadlier Than the Male (1967), en Solo se vive dos veces, de la saga del agente secreto británico James Bond (1967), la serie cómica sobre la II Guerra Mundial It Ain't Half Hot Mum y la serie From Here to Eternity / De aquí a la eternidad.
Tiene una hija, Miki Berenyi, quien es vocalista y guitarrista de la banda de rock alternativo Lush.